# A1 (Botswana)
Die A1 ist eine Fernstraße in Botswana, die Ramokgwebana im Nordosten mit Ramatlabama im Südosten verbindet.
Am Grenzübergang nach Simbabwe geht sie in die A7 über, an der Grenze zu Südafrika schließt die National Route 18 an. Die Straße verbindet von Norden nach Süden die Städte Francistown, Palapye, Mahalapye, die Hauptstadt Gaborone und Lobatse.
2007 wurde geplant, eine Mautstelle an der Fernstraße zu errichten.
Ein Abschnitt in und um Gaborone wird für den jährlich stattfindenden Gaborone Marathon genutzt.